# Богданівський Переїзд
Богданівський Переїзд (до 2023 року — платформа 1304 км) — пасажирський залізничний зупинний пункт Тернопільської дирекції Львівської залізниці на двоколійній, електрифікованій змінним струмом лінії Підволочиськ — Тернопіль між станціями Підволочиськ (15 км) та Максимівка-Тернопільська (6,5 км). Розташований біля села Богданівка Тернопільського району Тернопільської області.

## Пасажирське сполучення
На платформі Богданівський Переїзд зупиняються приміські електропоїзди сполученням Тернопіль — Підволочиськ.